# Физическое и математическое учение Прокла Диадоха

## Теория познания
Теория познания Прокла связана с его онтологией многоступенчатого сущего.
Наиболее ясное познание обеспечивает теоретическое созерцание, соответствующее мыслимым сущностям, где существующие объекты воспринимаются непосредственно и полностью.
Научное познание располагается ниже в иерархии познавательных приемов, поскольку оно комбинирует разумение с чувственным восприятием. Разумение (dianoia) использует понятия, чтобы определить вещи и проверить показания чувственного восприятия. Научное познание есть следствие рассуждающей деятельности души, которая ставит в соответствие полученным из чувственных данных мнениям понятия, что осуществляется согласно положительным критериям истины, каковы силлогистическое доказательство и соответствие сущему.
Приложение Проклом своей теории научного познания наиболее очевидно в астрономии, и в частности, в опровержении космологии Птолемея.

## Астрономия
Прокл был хорошо знаком как с теоретической, так и с наблюдательной астрономией. В своей главной астрономической работе «Очерк астрономических гипотез» Прокл описывает конструкцию армиллярной сферы. Сам он произвёл некоторые из последних надежных астрономических наблюдений в античности (475 год).
Прокл отвергает интерпретацию Птолемеем прецессии как движения всех неподвижных звезд. Для Прокла, такие звезды не могут прецессировать, потому что в их природе заключено быть неподвижными.
Он отрицает, что планеты движутся на вложенных небесных сферах, потому что доводы в пользу такого положения дел носят хаоактер гипотез, а не необходимых и очевидных доказательств, и потому что небесные тела по своей природе способны к движению в свободном пространстве.

## Физика
Физика Прокла отмечает радикальный отход от позиции Аристотеля по двум пунктам: элементы физического мира, и место как пространство.
Он отвергает как нечто избыточное пятый элемент Аристотеля, эфир. Небесные тела состоят из тех же самых (четырех) элементов, что и земные. Например, без элемента огня звезды и солнце не могли бы светить, без элемента земли они не могли бы быть непрозрачны (как при затмениях). Прокл отличает небесное состояние от земного: в первом элементы находятся и их высших степенях, например, огонь чисто освещает, земля чисто вещественна и непроницаема; в последнем они грубы, например, огонь обжигает, земля тяжела. Кроме того, он развивает новую точку зрения на первичные свойства элементов, которые он выводит из размера, формы и способности их частиц к движению.
Согласно Аристотелю, место, которое занимает тело, не является его границей. Прокл в свою очередь полагает, что место также своего рода тело, но без массы, которая заставляет одни физические тела сопротивляться присутствию других. Это — пространство. В широком смысле имеется космическое пространство, в которое погружены все тела вселенной. Пространство само по себе, отдельно от тел, которые движутся в нём, походит на тело света.

## Математика
Прокл отвергает взгляд Аристотеля, согласно кототому математические объекты (такие как числа, фигуры, пропорции и так далее) отвлечены от чувственно ощущаемых вещей, и развивает платоновское учение об их независимом существовании. Геометрические объекты имеют протяжённость, занимают место, являются многими по числу в пределах каждого вида, и поэтому являются причастным некоторым из особенностей чувственного мира. Душа 'проектирует' их, как на экран, в материю воображения (Комментарий на Первую Книгу Начал Эвклида 50.2). Таким образом, математическое познание — смесь рассуждения и воображения.
Математическое исследование тел (механика, оптика, астрономия) основывается на удержании единичных образов (в воображении) в большей степени, чем на исследовании формы вообще (геометрия). Исследование же чисел ближе к чистому рассуждению.
Выше всего располагается исследование правил и отношений, анализа и синтеза. В конечном счёте, объекты математики происходят из Предела-Беспредельного = Единого.
Математика — мост между умом и чувственным восприятием, и она есть наиболее законченное состояние познания. И при обучении, математика готовит душу к постижению чистых сущностей.